# (9202) 1993 PB
A (9202) 1993 PB egy földközeli kisbolygó. A Spacewatch projekt keretében fedezték fel 1993. augusztus 13-án.